# ケネス・アイバーソン
ケネス・ユージン・アイバーソン（Kenneth Eugene Iverson、1920年12月17日 - 2004年10月19日）は、カナダの情報工学者、計算機科学者。プログラミング言語APLを開発したことで知られる。
1983年、ACMの Special Interest Group on APL (SIGAPL) はアイバーソンの栄誉を讃えてAPLの発展に寄与した人物を表彰する「アイバーソン賞」を創設した。

## 生涯
カナダアルバータ州カムローズで、ノースダコタ州から移住してきたノルウェー移民の子として生まれた。実家は農家で経済的に貧しく、初歩的な教育を終えると実家の農業を手伝う日々を送った。農業で生計を立てる間にも独学で数学（微分積分学など）を勉強する努力を続けた。転機が訪れたのは第二次世界大戦後で、戦争中にカナダ空軍兵士として勤務しながら大学入学の資格を取得したアイバーソンは、1946年にクイーンズ大学に入学、得意とする数学・物理学を専攻して1950年に卒業した。
卒業後はハーバード大学の大学院に移って1951年に修士号を取得、後に投入産出分析でノーベル経済学賞を授与されるワシリー・レオンチェフの助手になった。レオンチェフが自らの経済分析に情報工学者ハワード・エイケンの開発した Harvard Mark IV を活用する事を決めると、アイバーソンに実際の作業を委ねた。この活動が高く評価され、アイバーソンは1954年に応用数学の博士号を授与された。
博士になったアイバーソンはハーバード大学の助教授として約5年間雇用され、配列を数学的記法で操作する方法を開発し学生たちに教えていたが、在職権を更新できなかった。1960年、IBMに雇用され、その数学的記法をベースとして System/360 上でAPLを開発した。1979年、「APLに代表される数学的記法とプログラミング言語理論への貢献に対して」チューリング賞が授与された。翌年、IBMを離れてAPLを使った計算センター企業 I. P. Sharp Associates をカナダで創業、APLの改良に務めた。
1987年には企業運営から引退し、1989年夏にRoger Hui と Arthur Whitney と共に簡単なインタプリタのプロトタイプを開発。それが後にAPLの派生言語であるJ言語に発展した。1990年代以降は Hui と共に、J言語の発展とそれを用いた数学教育に専心した。
2004年10月19日、カナダのオンタリオ州トロントにて心臓発作で死去。享年83。

## 業績
アイバーソンが学生に配列操作を教えるために考案した数学的記法はアイバーソン記法と呼ばれ、1962年の著書 A Programming Language で説明されている。1960年、IBMに就職すると、トーマス・J・ワトソン研究所で Adin Falkoff と共に働くようになり、その記法をベースとしてAPLを開発した。1970年、アイバーソンはIBMフェローとなった。
1989年、Roger Hui と共にAPL風の言語Jの開発を開始し、まず翌年のAPL90会議で一般公開した。通常の文字セットでは記述できないというAPLの問題を解決すべく普通の文字セットで記述可能にし、関数型プログラミング、変数配列、MIMD型並列操作といった改良を加えており、これらの一部は今日のAPLでも実現していない。J言語は既存のAPLを改良した言語を意図している。Jインタプリタと言語は今も発展し続けている。J Software からGPLv3ライセンスで入手可能となっている。

## 主な著書
- A Programming Language（1962年）
- Automatic Data Processing（フレデリック・ブルックスとの共著）（1963年）
- A Formal Description of SYSTEM/360, (with A. D. Falkoff and E. H. Sussenguth), IBM Systems Journal, vol. 3. no. 3, 1964, pp. 198–262.
- Elementary Functions: an algorithmic treatment (Science Research Associates, Inc.)（1966年）
- APL\360:User's Manual (with A. D. Falkoff), IBM, 1968
- APL in Exposition, IBM Philadelphia Scientific Center Tech. Report No. 320-3010, IBM, 1972.
- The Design of APL, (with A. D. Falkoff) IBM J. Research and Development, vol. 17, no. 4, 1973, pp. 324–334.
- Notation as a Tool of Thought, Comm. ACM, vol. 23, no. 8, 1980, pp. 444–465.
- A Source Book In APL（Adin D. Falkoff との共著）(APL Press)（1981年）
- Tangible Math (Iverson Software Inc.)（1990年）
- A Personal View of APL, IBM System Journal, vol. 30, no. 4, 1991, pp. 582–593.
- The ISI Dictionary of J (Iverson Software Inc.)（1991年）

## 受賞歴
- 1970年 - IBMフェロー
- 1975年 - Harry H. Goode Memorial Award (IEEE Computer Society)
- 1979年 - チューリング賞 (Association for Computing Machinery)
- 1981年 - IEEE Computer Society がコンピュータパイオニア賞を創設した際に、まとめて授与した中 (Charter Recipients) の1人だった[5]。
- 1988年 - 名誉博士号（ヨーク大学 (カナダ)）

## 著作物への外部リンク
- A Programming Language, now in HTML
- Adin D. Falkoff, Kenneth E. Iverson, and Edward H. Sussenguth, Jr.. “A Formal Description of SYSTEM/360”. IBM Systems Journal, Volume 3, Number 3, 1964.. 2012年8月15日閲覧。
- Adin D. Falkoff and Kenneth E. Iverson. “The Design of APL”. IBM Journal of Research and Development, Volume 17, Number 4, 1973.. 2012年8月15日閲覧。
- The Evolution of APL, by Adin D. Falkoff and Kenneth E. Iverson.  ACM SIGPLAN Notices 13, 1978-08.
- Notation as a Tool of Thought （1979年のチューリング賞受賞講演） by Kenneth E. Iverson, Communications of the ACM, Volume 23, Number 8, August 1980.
- Kenneth E. Iverson. “A Personal View of APL”. IBM Systems Journal, Volume 30, Number 4, 1991.. 2012年8月15日閲覧。